# Фріц Гайн
Фріц Гайн (нім. Fritz Hein; 25 грудня 1919, Гумбіннен — 22 лютого 1945, Атлантичний океан) — німецький офіцер-підводник, оберлейтенант-цур-зее крігсмаріне.

## Біографія
1 жовтня 1938 року вступив на флот. З квітня 1940 року служив на лінкорі «Шарнгорст», з жовтня 1940 року — «Гнайзенау». В червні-жовтні пройшов курс підводника. З жовтня 1942 року — 2-й, з лютого 1943 року — 1-й вахтовий офіцер на підводному човні  U-333. У вересні пройшов курс командира човна. З 29 грудня 1943 року — командир U-300, на якому здійснив 3 походи (разом 124 дні в морі). 22 лютого 1945 року U-300 був виявлений британськими кораблями західніше Кадіса і атакований глибинними бомбами озброєної яхти «Івейдн». Ледве уникнувши загибелі, човен спробував втекти, але був наздогнаний, обстріляний корабельною артилерією британських тральщиків «Рекрут» і «Пінчер» і потоплений поблизу Куартейри. 41 члени екіпажу були врятовані, 9 (включаючи Гайна) загинули.
Всього за час бойових дій потопив 3 кораблі загальною водотоннажністю 17 110 тонн і пошкодив 1 корабель водотоннажністю 7176 тонн.
| Дата              | Назва корабля                        | Тип               | Тоннаж | Вантаж                                                  | Екіпаж | Загинули | Країни             | Конвой |
| ----------------- | ------------------------------------ | ----------------- | ------ | ------------------------------------------------------- | ------ | -------- | ------------------ | ------ |
| 10 листопада 1944 | Shirvan                              | Паровий танкер    | 6,017  | 8050 тонн газойлю                                       | 45     | 18       | Британська імперія | UR-142 |
| 10 листопада 1944 | Godafoss                             | Торговий пароплав | 1,542  | 1240 тонн генеральних вантажів                          | 44     | 25       | Ісландія           | UR-142 |
| 17 лютого 1945    | Michael J. Stone (пошкоджений)       | Торговий пароплав | 7,176  | 7705 тонн посадкових килимків, масла, джипів і асфальту | 73     | 0        | США                | UGS-72 |
| 17 лютого 1945    | Regent Lion (безповоротно втрачений) | Тепловий танкер   | 9,551  | 12 440 тонн авіаційного бензину                         | 52     | 7        | Британська імперія | UGS-72 |

## Легенда про помсту
1 січня 2010 року по Національному телебаченні Ісландії показали документальний фільм «Напад на Godafoss», присвячений потопленню ісландського пароплава. В цьому фільмі присутнє інтерв'ю з сином офіцера армії США, чиї дружина і дитина загинули на борту Godafoss'а. Він стверджує, що його батько відразу після завершення війни вирушив до Баварії, щоб знайти і вбити Гайна, проте зустрів його сестру, яка розповіла про загибель Гайна. Єдиний живий родич Гайна категорично заперечив цю історію, оскільки оселився в Баварії в 1952 році, тому ця зустріч не могла відбутись.

## Звання
- Кандидат в офіцери (1 жовтня 1938)
- Морський кадет (1 липня 1939)
- Фенріх-цур-зее (1 грудня 1939)
- Оберфенріх-цур-зее (1 серпня 1940)
- Лейтенант-цур-зее (1 квітня 1941)
- Оберлейтенант-цур-зее (1 січня 1943)

## Нагороди
- Залізний хрест 2-го і 1-го класу
- Нагрудний знак мінних тральщиків
- Нагрудний знак підводника